# 시바스 (영화)
시바스(Sivas)는 독일에서 제작된 칸 뮈제시 감독의 2014년 드라마 영화이다.

## 출연
- Doğan İzci - 아슬란 역
- Çakır - 시바스 역
- Hasan Özdemir - 하산 역
- Ezgi Ergin - Ayşe 역
- Furkan Uyar - 오스만 역
- Ozan Çelik - Şahin 역
- Banu Fotocan - 어머니 역
- Hasan Yazılıtılaş - 아버지 역
- Okan Avcı - 교사역[1]